# Connac
Connac är en kommun i departementet Aveyron i regionen Occitanien i södra Frankrike. Kommunen ligger  i kantonen Réquista som ligger i arrondissementet Rodez. År 2022 hade Connac 101 invånare.

## Befolkningsutveckling
Antalet invånare i kommunen Connac
Referens: INSEE